# Kjeld Nørgaard
Kjeld Nørgaard (født 8. oktober 1938 i Rønne, død 26. marts 2025) var en dansk skuespiller. Han er særlig kendt for at lægge stemme til frøen Kaj fra Kaj og Andrea.

## Baggrund og karriere
Kjeld Nørgaard blev født på amtssygehuset i Rønne den 8. oktober 1938, som søn af ingeniør Albert Christian Villiam Nørgaard Larsen og Anna-lise Skou. Hans mormor hed Andrea.
Han blev uddannet fra Det kongelige Teaters Elevskole i 1966.
Han er fra tv kendt for at lægge stemme til frøen Kaj i børneprogrammet Kaj og Andrea - en udsendelse, som han var med til at skabe - men har også bl.a. medvirket i serierne En by i provinsen, Antonsen, Bryggeren, TAXA, Strisser på Samsø, Rejseholdet, Forbrydelsen, Edderkoppen, Krøniken og Album.
Herudover har han også kunnet ses i tv-julekalenderne Hallo det er jul, Gufol mysteriet, Brødrene Mortensens Jul, Alletiders Julemand og Jesus & Josefine, samt høres i radiohørespillet Turen går til Mælkevejen.
Han blev i 1987 gift med jordemoder Ulla Steen (1941-2021).

## Filmografi (i uddrag)
- De røde heste – 1968
- Oktoberdage – 1970
- Familien Gyldenkål sprænger banken – 1976
- Piger til søs – 1977
- Vinterbørn – 1978
- Fængslende feriedage - 1978
- Det parallelle lig – 1982
- Ballerup Boulevard – 1986
- Miraklet i Valby – 1989
- Nattevagten – 1994
- Kun en pige – 1995
- Strisser på Samsø − 1997-1998
- Olsen-bandens sidste stik − 1998
- Antenneforeningen – 1999
- Dybt vand – 1999
- Mifunes sidste sang – 1999
- Bornholms stemme – 1999
- Fruen på Hamre – 2000
- Jesus og Josefine – 2003
- Den gode strømer – 2004
- Oskar og Josefine – 2005
- Solkongen – 2005
- 2900 Happiness – 2007
- Monsterjægerne – 2009

Stemmearbejde
- Luftens Helte – Baloo
- Landet for længe siden – Lillefods bedstefar
- Top Cat – Betjent Dippel
- Tintin – Kaptajn Haddock, Dr. Müller, Rastapopoulus og div. bifigurer
- Rejsen til Saturn – Skt. Peter
- Magnus og Myggen - Ricky Rotte, Spilleren
- Dunderklumpen - Humlebien
- Slæbebåden Theodore - Fortæller
- Bøgernes herre (1994) - piraten “eventyr”